# Ralph Towner
Ralph Towner (født 1. marts 1940 i Chehalis, Washington, USA) er en amerikansk guitarist, pianist og komponist.
Towner har spillet med Paul Winters Winther Consort og var derefter med til at danne verdensmusikorkestret Oregon, sammen med oboisten Paul Mccandless, kontrabassisten Glen Moore og percussionisten Collin Walcott i 1970.
Han har ligeledes indspillet et væld af plader i eget navn, og som sideman for det tyske pladeselskab ECM.
Han spiller ved siden af sine hovedinstrumenter et væld af instrumenter, såsom trompet og percussion.
Han er en betydningsfuld og original komponist i den moderne lyriske fusionsjazz.